# Grande Clairière
Grande Clairière est une communauté du Manitoba située au sud-ouest de la province et située dans la municipalité rurale de Cameron.